# José Luis Centella
José Luis Centella Gómez (Córdoba, 31 de julio de 1958) es un maestro y político español, presidente del Partido Comunista de España.

## Trayectoria política
Fue elegido diputado al Congreso de los Diputados por Málaga en 1993, 1996 y el año 2000 por Izquierda Unida. En 2002 sustituyó a Felipe Alcaraz en la Secretaría General del Partido Comunista de Andalucía, la mayor federación del Partido Comunista de España (PCE).
Fue elegido secretario general del PCE en su XVIII Congreso, celebrado del 6 al 8 de noviembre de 2009, sustituyendo a Francisco Frutos.
En 2010 fue elegido secretario de Acción Política de Izquierda Unida en su Comisión Ejecutiva Federal.
En las elecciones generales del 20 de noviembre de 2011 fue elegido diputado en el Congreso por Izquierda Unida Los Verdes-Convocatoria por Andalucía (IULV-CA) en la circunscripción electoral de Sevilla.
Tras el XX Congreso del PCE, fue sustituido como secretario general por Enrique Santiago, que le propuso como presidente del PCE.